# Diecezja Savona-Noli
Diecezja Savona-Noli – diecezja Kościoła rzymskokatolickiego we Włoszech, a ściślej w Ligurii. Należy do metropolii Genui. Została erygowana w X wieku jako diecezja Savony. W 1820 do jej nazwy zostało dopisane Noli, początkowo ze spójnikiem "i". Podczas reformy administracyjnej Kościoła włoskiego w 1986 spójnik ten został zastąpiony dywizem. Niemal wszystkie parafie diecezji leżą na terenie świeckiej prowincji Savona. Tylko miejscowość Cogoleto, gdzie działają trzy parafie, należy do prowincji Genua.